# Неа-Філофеі
37°59′34.21″ пн. ш. 23°44′11.45″ сх. д. / 37.9928361° пн. ш. 23.7365139° сх. д.
Неа-Філофеі (грец. Νέα Φιλοθέη) — район Афін, розташований на південно-східному схилі пагорба Турковунія. Межує із муніципалітетом Палео-Психіко, а також районами Афін Полігоно, Ґізі, Кіпселі і Гірокоміо. Назву район отримав на храмом святої Філофеї.
В районі Філофеї базується Посольство України в Грецькій Республіці та в Республіці Албанія (за сумісництвом).